# Wolf River
El Wolf River (literalment «riu Llop») és un riu de l'estat nord-americà de Wisconsin, afluent del Fox River. Està declarat com a National Wild and Scenic River («riu nacional natural i paisatgístic»), en una extensió de 38,6 km.
Neix en els boscos del nord de l'estat, en el Pine Lake al comtat de Forest. El riu segueix un curs cap al sud pels comtats de Langlade, Menominee, Shawano, Wapaca, Outagamie. En aquest recorregut passa per les ciutats de Shawano i New London, i recull els afluents Red River i Embarrass River. En el tram final passa pel comtat de Winnebago i recull els afluents Little Wolf River i Waupaca River. Passa pel llac Poygan i desemboca al llac Butte des Morts.
El riu és notable per la presència d'esturions que durant la primavera neden riu amunt des del llac Winnebago pel Wolf River i Fox River.